# Rudolf Scharpf
Rudolf Scharpf (Ludwigshafen am Rhein, 21 de abril de 1919 − ibídem, 25 de octubre de 2014) fue un pintor y xilógrafo alemán que destacó en esta última arte por su perfección técnica y expresiva. Su trayectoria se caracterizó por una esencial coherencia íntima, conjugada con una gran diversidad formal y técnica.
Su cuantiosa obra se compone esencialmente de grabados, pinturas y dibujos, desde grandes formatos hasta colecciones de pequeños apuntes ejecutados a rotulador. La temática principal de su obra es la figura humana, explorada a través de infinitos elementos de elaboración interpretativa, que a menudo le llevaron a la abstracción.

## Biografía
Rudolf Scharpf nació el 21 de abril de  1919 en Ludwigshafen am Rhein  (Alemania) donde pasó su infancia y los primeros años de su juventud.
En 1935, con 16 años, inició sus estudios de arte en la Academia de Bellas Artes Kunstakademie de Karlsruhe, pasando al año siguiente a la Academia Libre de Bellas Artes Freie Akademie de Mannheim, donde asistió a las clases de Albert Henselmann. En ese mismo año Rudolf Scharpf se trasladó a París para continuar sus estudios en la célebre Académie Julian hasta 1937.
A su regreso a Alemania inició su carrera como artista independiente. Entre 1939 y 1943 realizó el servicio laboral, lo que se denomina Arbeitsdienst, y el militar, el Wehrdienst, ambos de carácter obligatorio. 
Después de finalizada la Segunda Guerra Mundial, a partir de 1946, Scharpf retomó su carrera artística y participó en varias exposiciones colectivas en su ciudad natal. 
En 1957 se trasladó, junto a su familia, a la localidad española de Altea en la provincia de Alicante y más tarde a las Islas Canarias, donde se ubicó en Tegueste, Tenerife donde permaneció hasta 1962 cuando compró una casa en Las Landas en Francia.
En 1975 pasó una temporada viajando por México y Estados Unidos.
En 1977 Rudolf Scharpf donó su casa natal a la ciudad de Ludwigshafen, junto con toda su obra creada entre 1945 y 1970, con el requisito de que el inmueble se transformara en fundación Rudolf-Scharpf-Stiftung y que en ella se celebren exposiciones regulares de su obra y de otros artistas, especialmente de los más jóvenes. La fundación Rudolf-Scharpf-Stiftung está gestionada por el museo de arte moderno, Wilhelm-Hack-Museum, y en ella está depositada gran parte de su obra de las últimas décadas, en especial la obra pictórica de gran formato.
Rudolf Scharpf falleció el 25 de octubre de 2014 en Ludwigshafen am Rhein.

## Obra

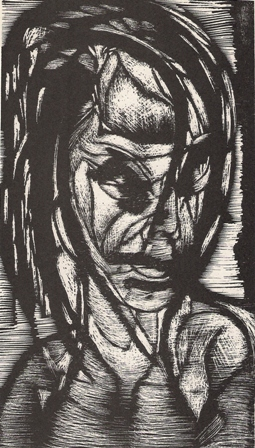
Rudolf Scharpf, Retrato de una muchacha, xilografía

Rudolf Scharpf fue conocido sobre todo por su extensa obra xilográfica, técnica que depuró y en la cual alcanzó una gran perfección. 
Su obra es muy extensa y compleja, desde las tempranas esculturas en barro hasta sus pinturas en gran formato al óleo o al acrílico,  relieves en madera de gran formato, ilustraciones de libros y obras en formato de portafolio, toda ella tiene un estilo característico, una especie de cifrado inconfundible.
Su obra está presente en los fondos de numerosos museos y colecciones privadas.

## Exposiciones y publicaciones (selección)
- 1946 participa en exposiciones colectivas
- 1947 primeras publicaciones de obra gráfica en formato portafolio
- 1947 – 1952 edición de la revista blätter für grafik und dichtung; anteriormente, desde 1946, bajo el nombre de signaturen
- 1948 primera exposición individual en la galería Günther, Mannheim
- 1949 miembro de la agrupación Pfälzische Sezession
- 1957 Möglich, dass es gewittern wird, Alexander Xaver Gwerder, edición póstuma con cuatro xilografías de Rudolf Scharpf ([ISBN 3-2570-1679-x])
- 1958 exposición en Johannesburgo
- 1968 exposición en la Galérie du Fleuve, Burdeos (Francia)
- 1969 exposición en la Galería Seifert-Binder, Múnich (Alemania)
- 1969 publicación de obra gráfica en formato portafolio, editada por el senador Kohl-Weigand, St.  Ingbert; donación de 1500 obras a la [Pfalzgalerie], Kaiserslautern
- 1972 – 1976 creación de paneles de madera de gran formato, en concepción gráfica y pictórica
- 1973 proyecto científico-artístico por encargo de la clínica psiquiátrica Klingenmünster (Landesklinik für Psychiatrie, Rheinland-Pfalz)
- 1977 exposición en el pabellón del Zehnthaus-Jockrim
- 1981 promoción de la poesía en Rheinland-Pfalz: Poesías de Lina Staab, con grabados en linóleo de Rudolf Scharpf (50 ejemplares numerados y firmados por Lina Staab y Rudolf Scharpf)
- 1983 Die Irrfahrt im Zyklon, poesías de Dieter Wyss, con 19 grabados en linóleo de Rudolf Scharpf ([ISBN 3-7953-0770-8])
- 1989 Heinrich Lenhardt (ed.): Rudolf Scharpf, grabados, dibujos y obra en color, Kaiserslautern
- 1995 Rudolf Scharpf, xilografía y paneles de madera, Pfalzgalerie Kaiserslautern (ed.)

[ISBN 3-89422-084-8])
2007 Eskapade, exposición de Rudolf Scharpf con motivo de la celebración de los 30 años de existencia de la Rudolf-Scharpf-Galerie
- 2009 Blätter aus den letzten Jahren, exposición en el pabellón Herrenhof, Neustadt/Mußbach, con motivo del 90 aniversario del artista
- 2013 Herbstlaub, obra en papel (1990-2012), exposición retrospectiva en la Rudolf-Scharpf-Galerie, Ludwigshafen am Rhein

Desde su fundación, la Rudolf-Scharpf-Galerie organiza regularmente exposiciones individuales del artista.

## Premios y galardones (selección)
- 1949, Blevin-Davis-Preis (Deutscher Kunstpreis), Múnich.
- 1950, Becas de viaje del Instituto de Cultura de Renania.
- 1955, Ströher-Preis.
- 1955, Pfalzpreis für Grafik.
- 1984, Preis der Vereinigung Pfälzer Künstler.
- 1988, Willibald-Gänger-Preis, Jockrim.
- 1996, Invitado de honor del Ministerio de Cultura de Renania-Palatinado para una estancia de tres meses en la Villa Massimo, Roma.
- 2006, Galardonado con la medalla Maximilianstaler de la ciudad de Ludwigshafen am Rhein.